# Seredy
Seredy (ukr. Середи) – wieś na Ukrainie, w obwodzie żytomierskim, w rejonie nowogrodzkim. W 2001 liczyła 1035 mieszkańców, spośród których 1029 posługiwało się językiem ukraińskim, a 6 rosyjskim.